# François Bonvin

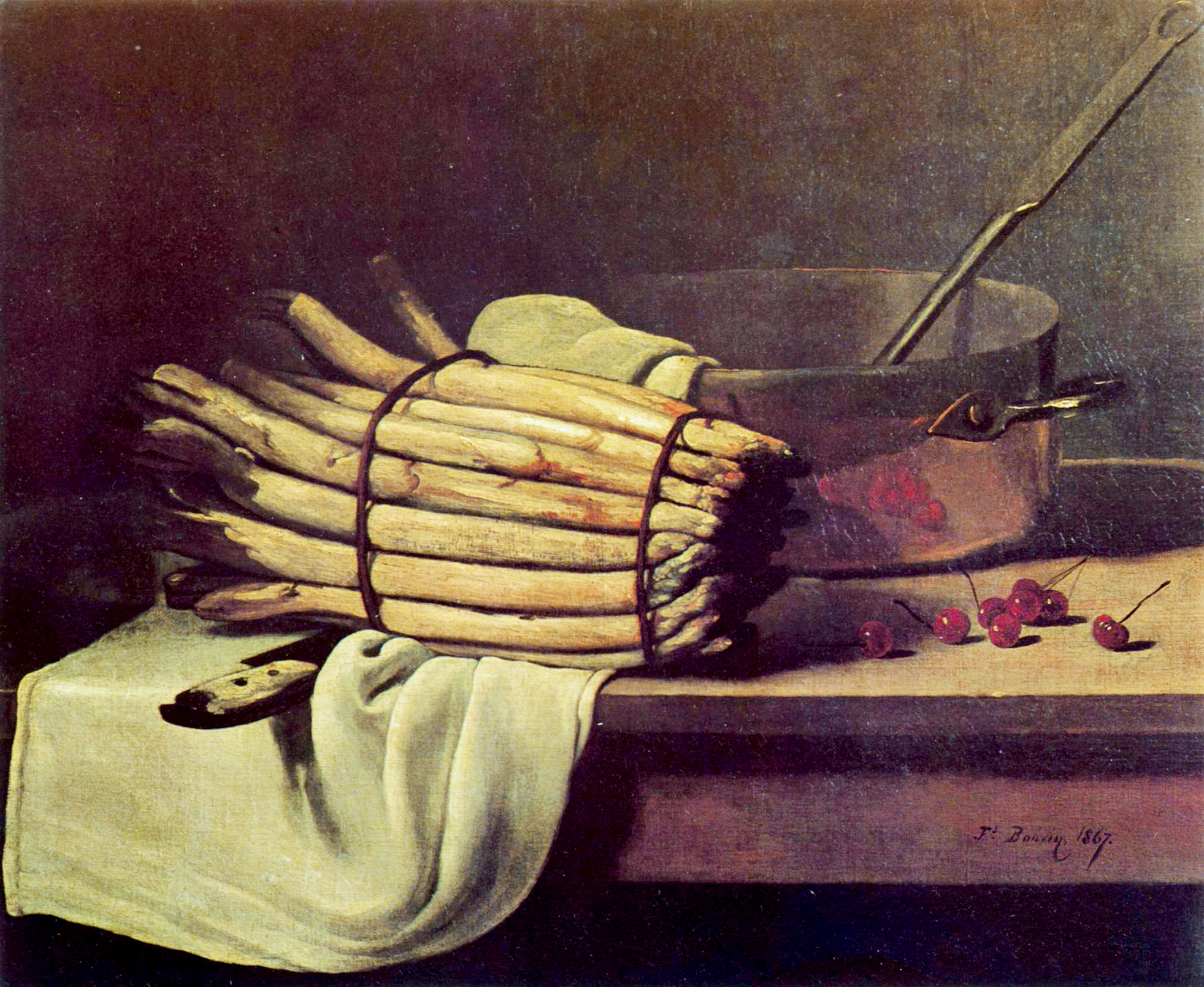
Stillleben mit Spargel, 1867

François Bonvin [fʀɑ̃ˈswa bɔ̃ˈvɛ̃] (* 22. November 1817 in Vaugirard; † 19. Dezember 1887 in Saint-Germain-en-Laye) war ein französischer Maler und Radierer.

## Leben
Bekannt wurde Bonvin vor allem durch seine Genremalerei und Stillleben. Er lehrte in Paris; zu seinen Schülern gehörte u. a. Henri Edmond Cross.
In Friedrich Müllers Die Künstler aller Zeiten und Völker von 1857 wird er als „Genremaler, an dessen Bildern: einer Schule von Waisenmädchen, Mädchenschule, barmherzigen Schwestern an Arme Suppe austeilend, man die außerordentliche Wahrheit, treue Beobachtung und schlichte Auffassung, die schöne Lichtwirkung und anspruchslose Behandlung von großer Breite und Weichheit rühmt“ beschrieben.